# 2-й провулок Івана Франка (Київ)
2-й провулок Івана Франка — провулок у Дарницькому районі міста Київ, у місцевості Бортничі. Пролягає від провулку Івана Франка на північ, до безіменної дороги, яка йде вздовж берега озера Вітовець.

## Історія
Провулок виник у XX столітті, офіційна назва зафіксована у 2010-х роках. Названий на честь українського письменника та поета Івана Франка.